# 田原町站 (福井縣)
田原町站（日语：／ Tawaramachi eki */?）是位於福井縣福井市田原一丁目，越前鐵道三國蘆原線和福井鐵道福武線車站。車站編號為E26（越前鐵道）和F24（福井鐵道）。
車站附近較多學校，包括了福井大學、北陸中學校及高等學校、福井縣立藤島高等學校等。因此早上和黃昏較多師生使用車站。同時，車站南邊設會議設施鳳凰·廣場（市營）和市營體育館。車站北邊設有福井市立圖書館和福井縣立美術館，亦吸引不少乘客使用，再加上與福井鐵道福井線能直通運轉後，成為了越前鐵道繼福井站後、第二最高使用量的車站。

## 歷史
- 1937年（昭和12年）4月1日 - 三國蘆原電鐵車站啟用[1]。當時車站位置靠近福大前西福井一方。
- 1942年（昭和17年）9月1日 - 京福電氣鐵道收購合併三國蘆原電鐵[2]，成為三國蘆原線車站[3]。
- 1944年（昭和19年）4月20日 - 田原町站暫停營業[4]。
- 1950年（昭和25年）11月27日 - 京福電氣鐵道田原町站遷移並重開。同日福井鐵道車站啟用[5][6]，自從成為轉乘車站。
- 1972年（昭和47年）10月12日 - 福井鐵道的田原町站成為無人車站。
- 2001年（平成13年）6月25日 - 由於在越前本線發生事故（日语：京福電気鉄道越前本線列車衝突事故），京福電氣鐵道的車站暫停服務[7][8]。
- 2003年（平成15年）
  - 2月1日 - 京福電氣鐵道的車站設施轉讓至越前鐵道[7][9]。
  - 7月20日 - 越前鐵道車站重開[7]。
- 2006年（平成18年）3月 - 4月 - 靠近福井鐵道車站大樓的月台加設斜道工程，同時增設變電站。
- 2015年（平成27年）3月31日 - 新站開始使用。
- 2016年（平成28年）3月27日 - 福井鐵道和越前鐵道開始互相駛入[10][11]。福井鐵道車站有人化。
- 2018年（平成30年）1月15日 - 進行福井市田原町站周邊工程，開設多用邊車站候車室「田原町Muse」[12]。
- 2024年10月11日：福井鐵道及越前鐵道均可使用ICOCA及全國通用IC卡付款[13][14]。

## 車站構造
車站是一座地面車站，設有2面3線月台，當中包含1面1線的單式月台和1面2線的島式月台。
原本越前鐵道車站為整日有人車站，而福井鐵道車站為無人車站。後來福井鐵道開始直通至越前鐵道後，也變為有人車站。
舊車站大樓在1950年建成，為一座木製建築物，該車站大樓是福井鐵道和越前鐵道共用。在1面2線的島式月台方面，兩公司各使用1線。在2014年2月，車站大樓的3分之2部分拆毀。剩下部分於同年12月拆毀。而新車站大樓在2015年3月落成。

### 月台
| 月台 | 路線        | 上下行 | 方向               | 備註               |
| ---- | ----------- | ------ | ------------------ | ------------------ |
| 1    | ■福武線     | -      | 福井站、武生新方向 | 於此站折返專用     |
| 2    | ■福武線     | -      | 武生新方向         | 列車不會途經福井站 |
| 2    | ■三國蘆原線 | 下行   | 鷲塚針原方向       | 列車不會途經福井站 |
| 3    | ■三國蘆原線 | 下行   | 蘆原、三國港方向   |                    |
| 3    | ■三國蘆原線 | 上行   | 福井方向           |                    |

- 1號月台是低地台月台，為福井鐵道專用月台[11]，同時為軌道線的終點站。在西邊的止衝擋前可容納一列電車。此月台設有電車夜間停泊。在引入低地台車輛後，日間設有電車停泊。離開此站後，路線會進入名為鳳凰通（日语：フェニックス通り (福井県福井市)）的幹線道路（共用軌道）[6]。
- 2號月台是唯一連接福武線和三國蘆原線的路軌，也是一座低地台月台，互相直通列車會使用此月台[6][11]。
- 3號月台是高地台月台，為越前鐵道專用月台[6][11]。

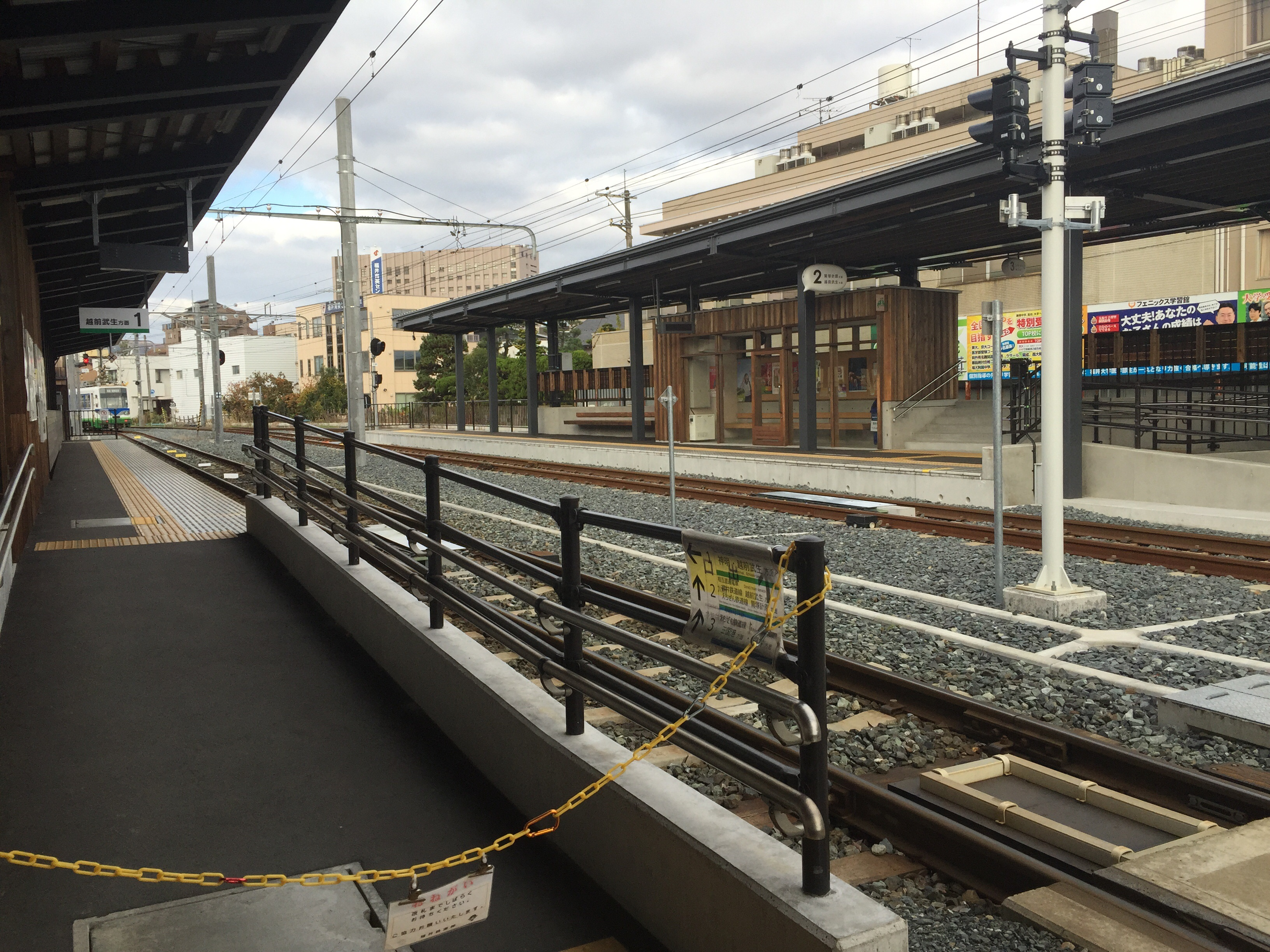
月台（2016年11月）
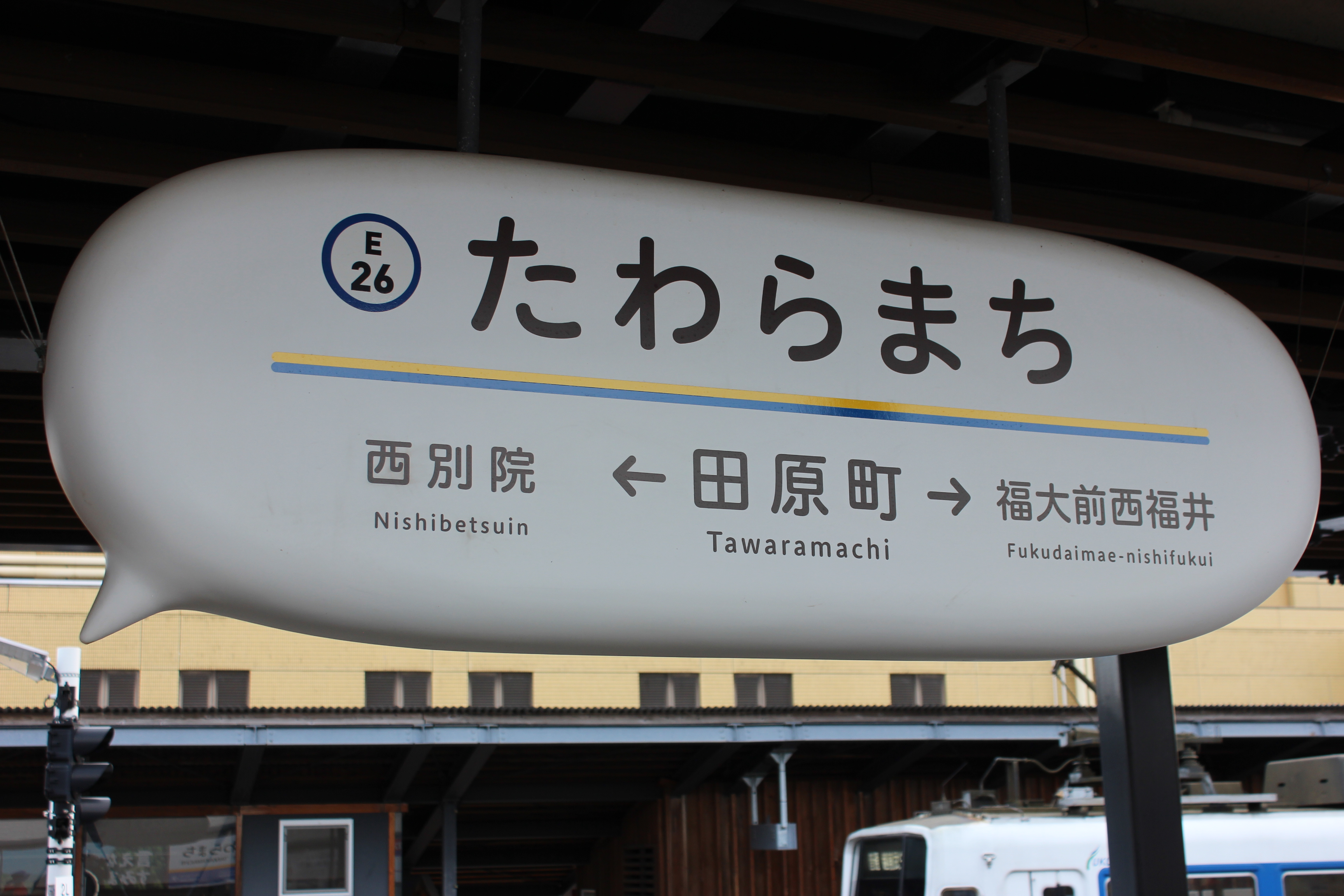
站名牌（2021年2月）

## 互相駛入
在1950年11月27日福井鐵道福武線、市內線延伸至田原町之前，於同年6月1日起隨著建設福武線田原町站，京福電氣鐵道福井分社負責運送建材。當時在田原町站（新站）附近（靠近西別院一方）沿三國蘆原線旁建設了特殊專用側線。同年7月14日，在西福井一方（現時：福大前西福井站）設有分支一條特殊專用線，連接至福武線田原町站附近，該路軌設有架空電纜，運送建材的貨運列車會駛入該處。在車站完成後，連接西福井一方的聯絡線撤走，該特殊專用線變成了福武線田原町站的到發線。在建設田原町站時，兩線已經使用相同的電氣化方式，但是當時還未設有旅客列車互相駛入的情況。
後來關於相互駛入事而，在2013年度開始進行計劃和設計，進行了一些會議，並目標在2015年度開始運行。最後在2016年3月27日開始互相直通運輸。

## 利用狀況
以下為越前鐵道一日平均上下車人次：
| 上下車人次變化 | 上下車人次變化 |
| 年度           | 1日平均人次    |
| -------------- | -------------- |
| 2011年         | 1,014          |
| 2012年         | 1,104          |
| 2013年         | 1,263          |
| 2014年         | 1,271          |
| 2015年         | 1,243          |
| 2016年         | 1,533          |
| 2017年         | 1,588          |
| 2018年         | 2,697          |
| 2019年         | 2,527          |
| 2020年         | （沒有紀錄）   |
| 2021年         | 1,357          |

## 圖庫

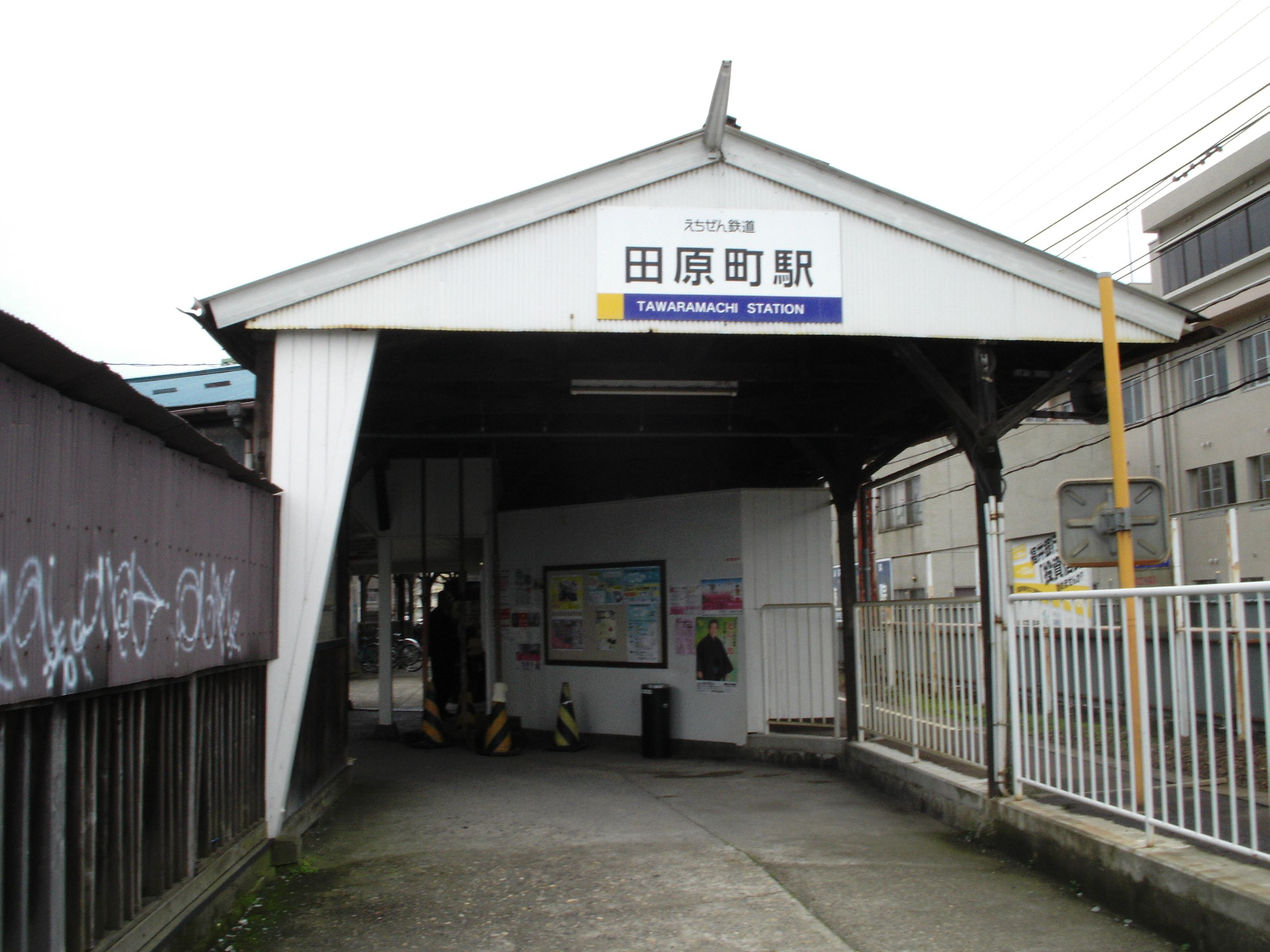
舊車站大樓（2006年）
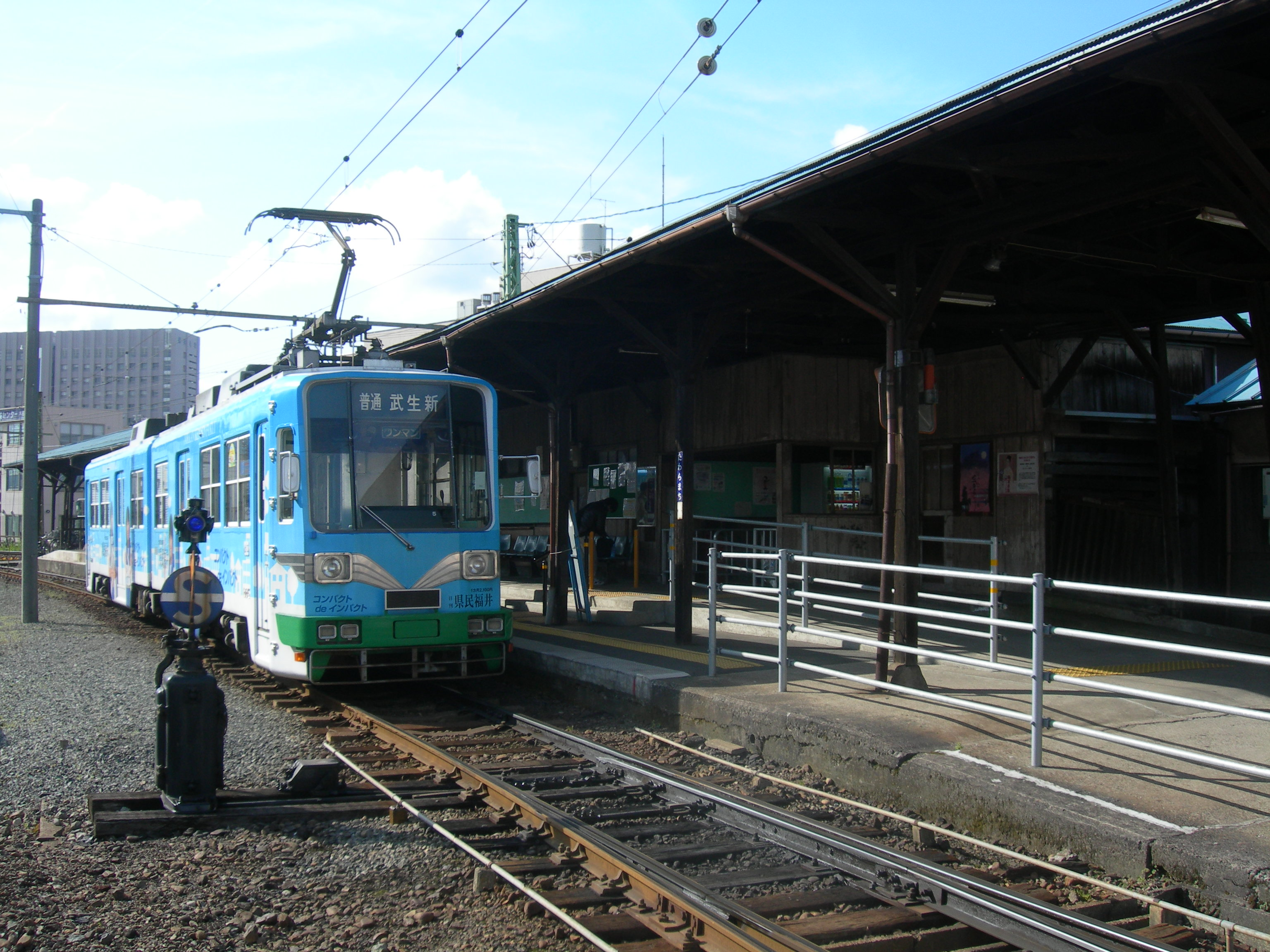
翻新前的福井鐵道月台
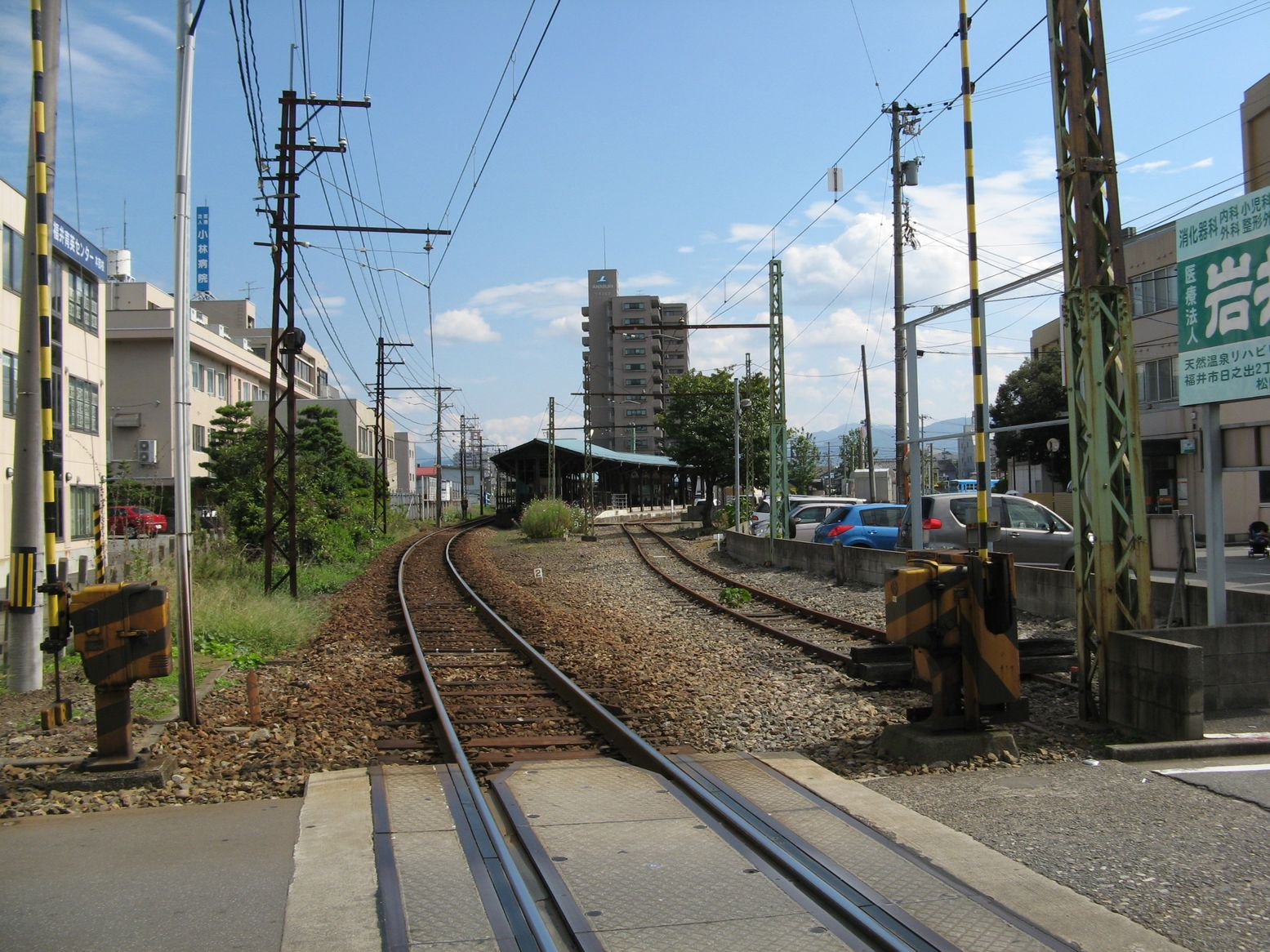
舊車站大樓平交道向東望。左手邊是越前鐵道路軌，右手邊設有盡頭的是福井鐵道路軌。

## 相鄰車站
越前鐵道
■三國蘆原線
□快速（只有上行班次）、■普通
西別院（E25）－田原町（E26）－福大前西福井（E27）
■急行（所有班次均直通至福井鐵道福武線）
田原町（E26）－福大前西福井站（E27）
福井鐵道
■福武線
■急行、■普通
仁愛女子高校（F23）－田原町（F24）

## 外部連結
- 田原町站 （页面存档备份，存于）（日語） - 越前鐵道
- 電車田原町 （页面存档备份，存于）（日語） - 福井鐵道
- 田原町Muse （页面存档备份，存于）（日語） - 田原町站活性化協議會